# Gipsverband

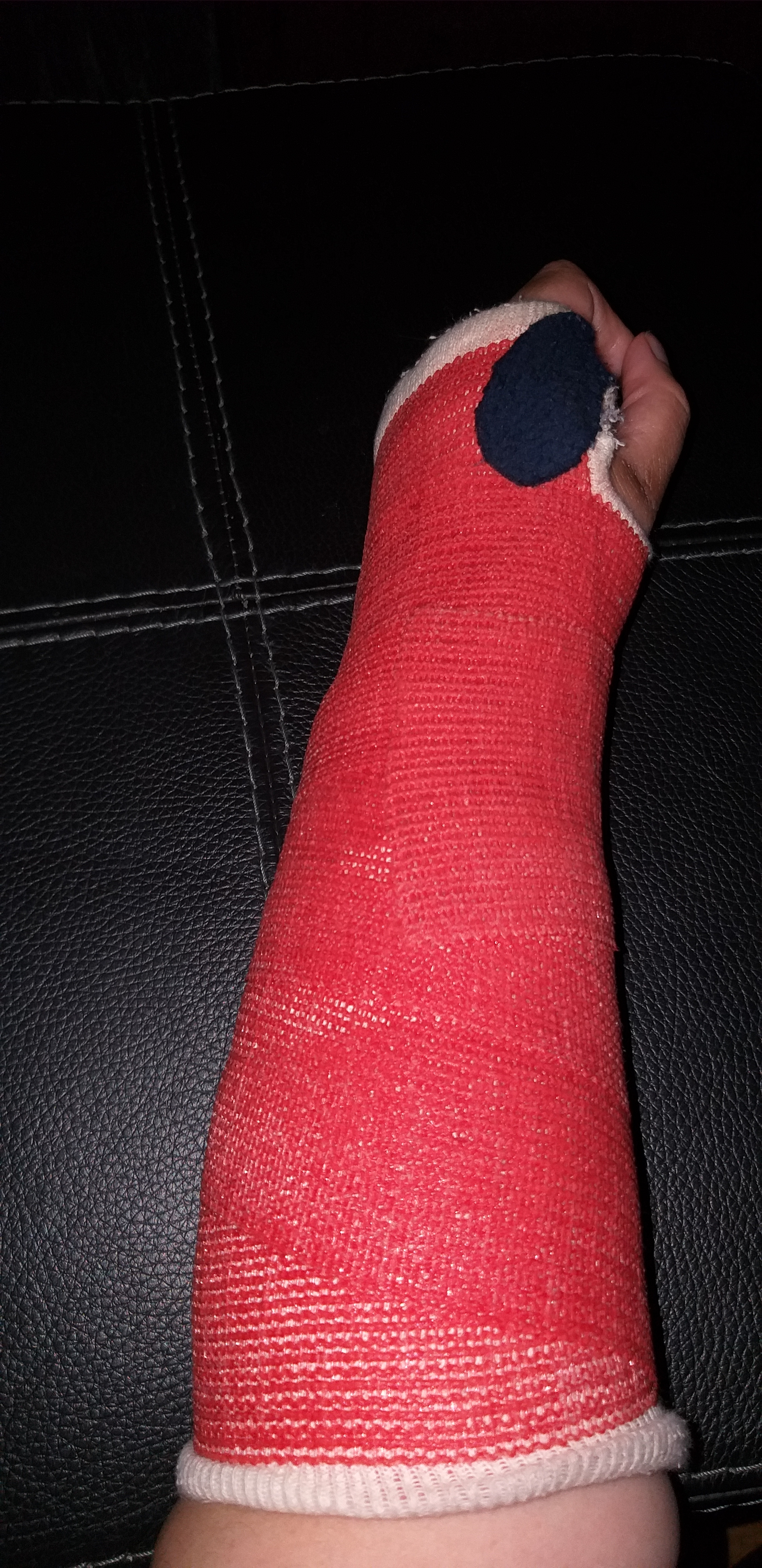
Een pols in gipsverband

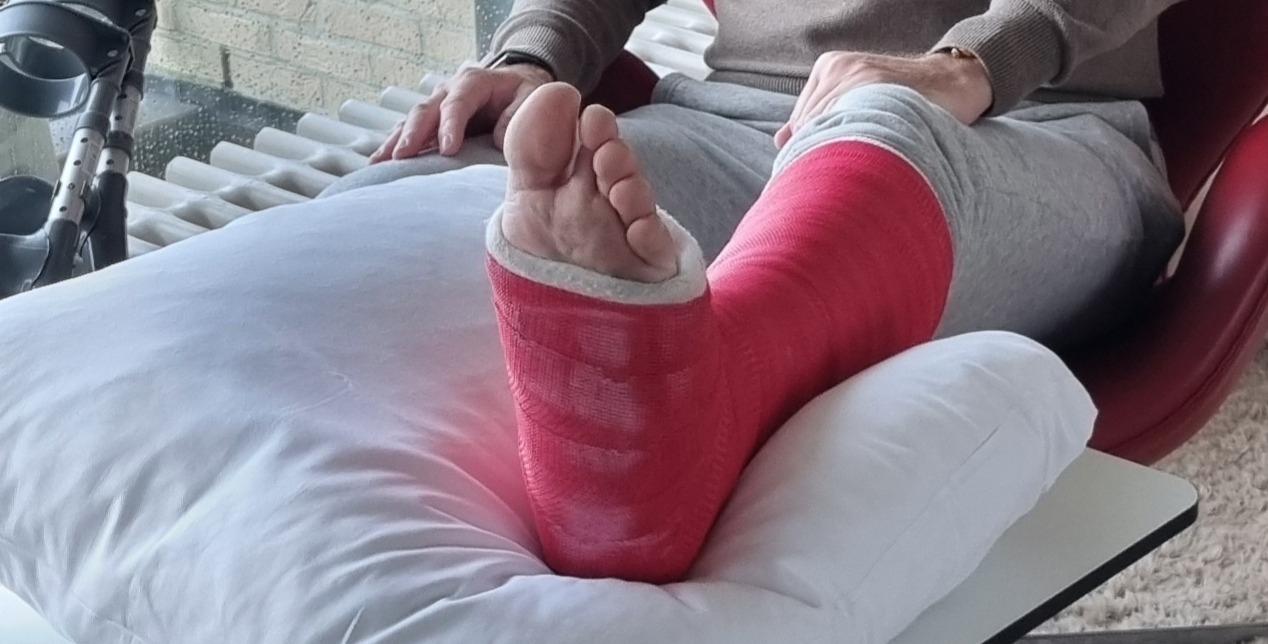
Onderbeen in week oud rood kunststofgips rustend op kussen

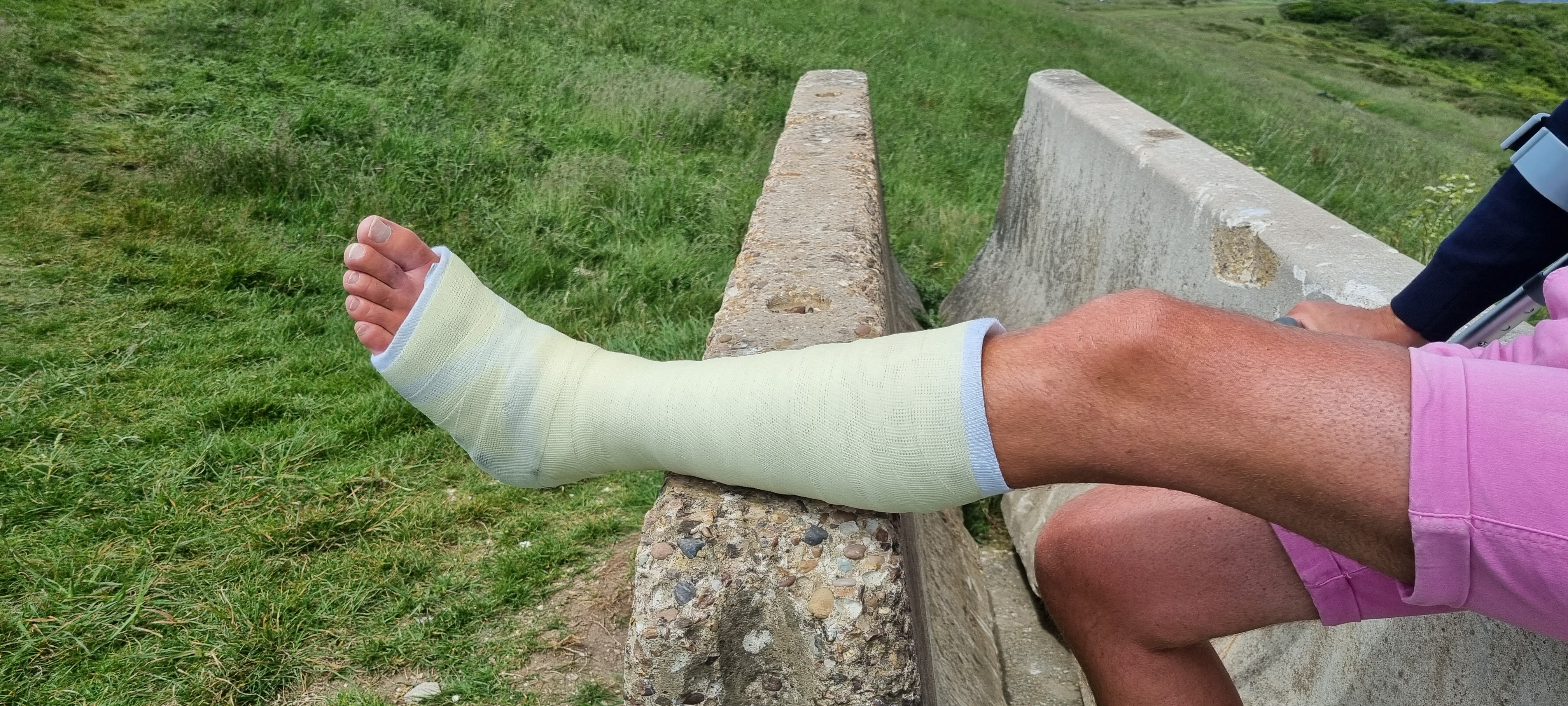
Onderbeen in wit synthetisch gipsverband met gebruikssporen

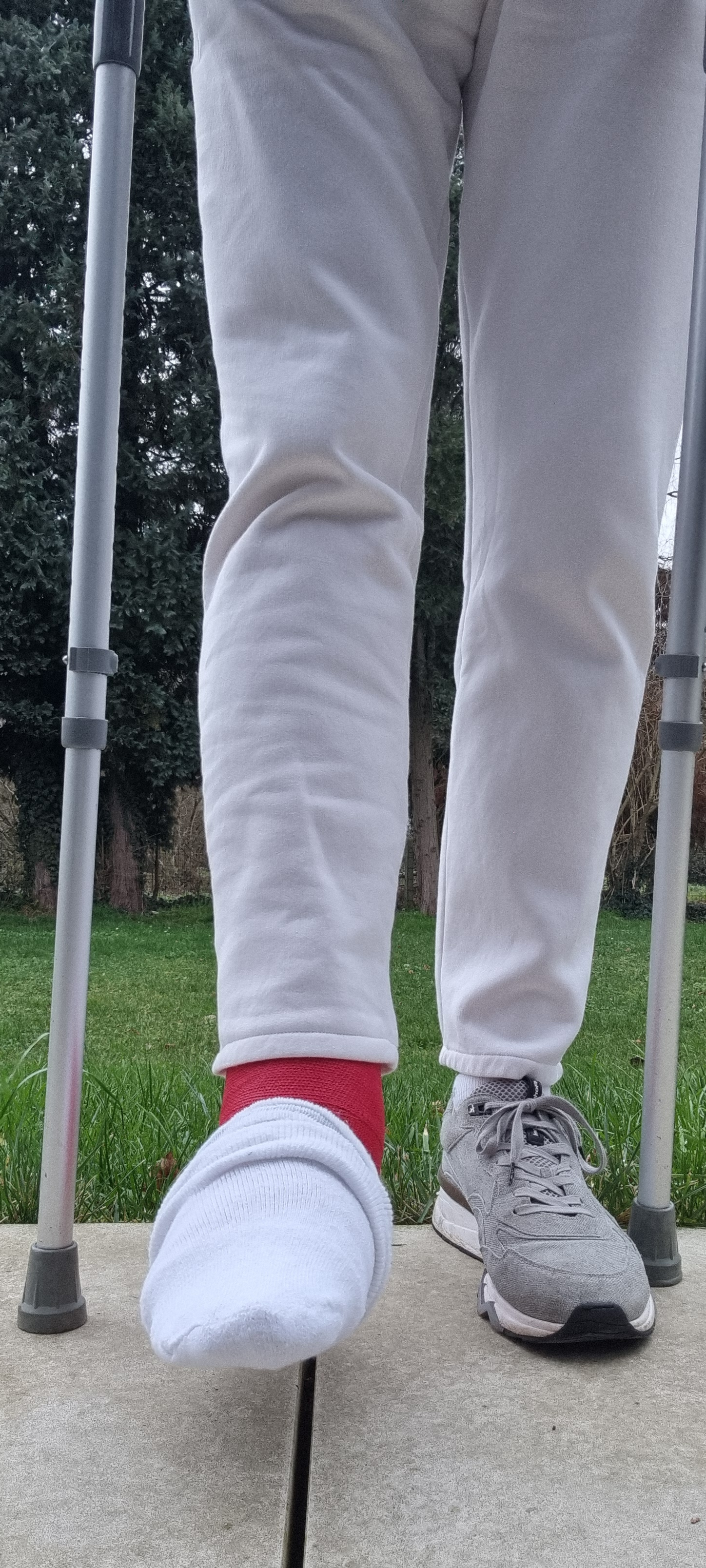
Man op krukken met rood onderbeengips en sok over de tenen

Een gipsverband wordt toegepast bij een botbreuk of verstuiking om lichaamsdelen te fixeren. Er zijn twee soorten gipsmaterialen: het klassieke (mineraal)gips en het synthetisch of kunststofgips. Dit laatste is een verband gemaakt uit glasvezel of polyester, gedrenkt in een polyurethaanhars. Het is sterker, minder zwaar, en beter rontgendoorlaatbaar. Kunststofgips is na een half uur uitgehard en kan dan gebruikt en/of belast worden. Mineraalgips vergt minstens 24h om volledig hard te zijn. In beide gevallen gaat het om rollen gaasverband met gips. Deze kunnen in hun geheel in water ondergedompeld worden. Des te warmer het water, des te sneller het gips zal uitharden. Tijdens het uitharden wordt het gips warm. Mineraalgips is altijd wit; kunststofgips is doorgaans wit of blauw, maar vaak kan de patiënt uit meerdere kleuren kiezen. Hoewel kunsttofgips doorgaans de voorkeur geniet in West-Europa, wordt mineraalgips vaak nog als eerste gipsverband gebruikt (onder meer op de spoeddienst in Frankrijk), om na 1 à 2 weken door kunststofgips vervangen te worden. Sommige landen (Italië, Spanje en flink wat Oosteuropese) blijven zweren bij mineraalgips vanwege de preciezere pasvorm.   

## Aanbrengen

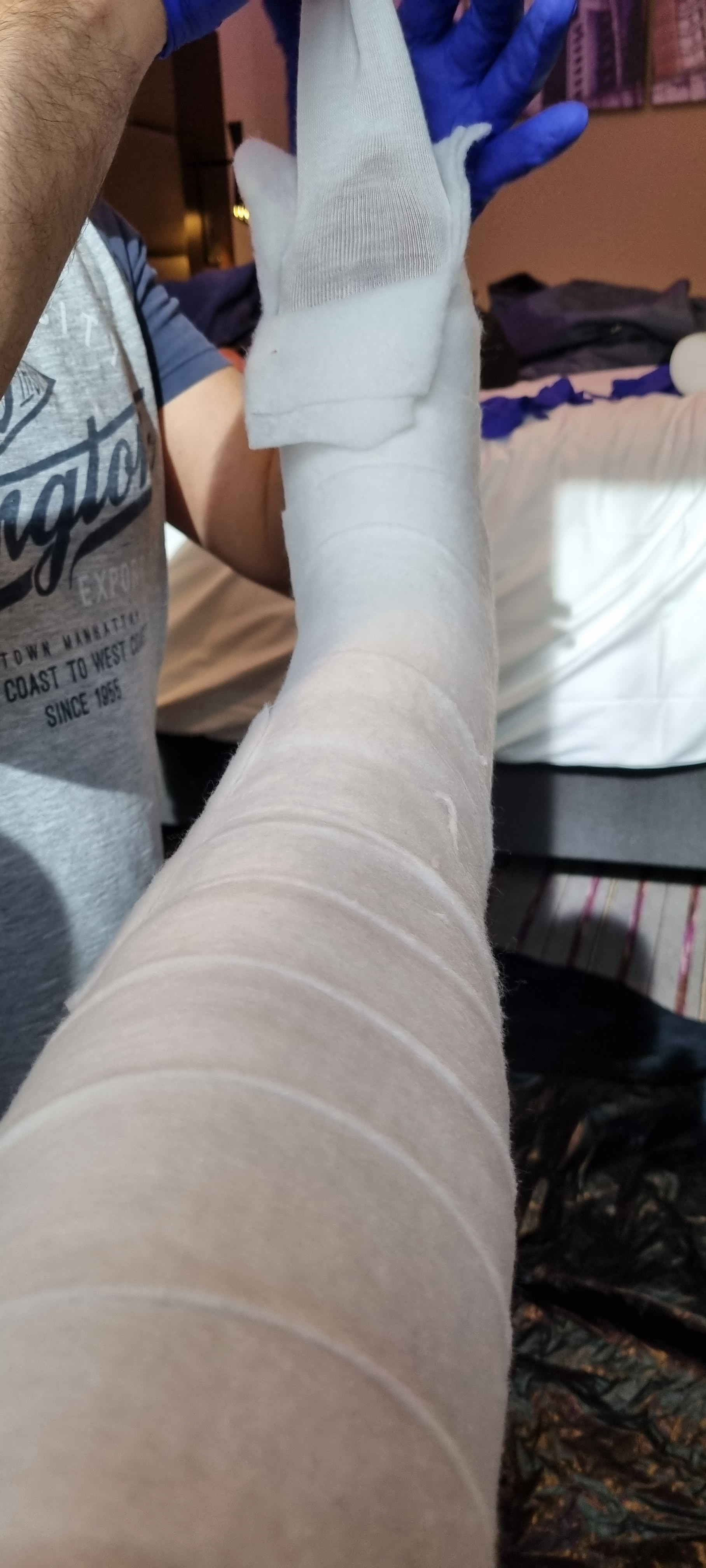
Onderbeen voorzien van stockinette en polsterverband, klaar om ingegipst te worden

Gipsverband wordt nooit meteen op de huid aangebracht. Eerst wordt over het betrokken lidmaat een kous of stockinette getrokken. Vervolgens wordt een gewatteerd polsterverband om het lidmaat gewikkeld. Pas dan wordt het gipsverband aangelegd. Hiertoe wordt een eerste rolletje gips een paar keer in water gedompeld en vervolgens uitgeperst vooraleer het over bijvoorbeeld arm of been afgewikkeld wordt. Dat gebeurt met half overlappende wikkelingen. in geval van kunststofgips worden doorgaans 2 lagen aangebracht. Dan wordt de kous aan beide uiteinden van het lidmaat teruggeplooid en wordt een derde laag gips aangebracht, deels over de omgeplooide kous zodat die netjes op zijn plaats blijft. De aandoening bepaalt de lengte van het gips, maar doorgaans worden bij een armgips de vingers vrijgelaten en bij een beengips de tenen. Dit is belangrijk omdat het nog kunnen bewegen van vingers of tenen de bloedcirculatie in het geïmmobiliseerde lidmaat bevordert. In geval van mineraalgips wordt het gips bij het drogen gladgestreken. Kunststofgips zit daarentegen meteen goed. 

## Dragen

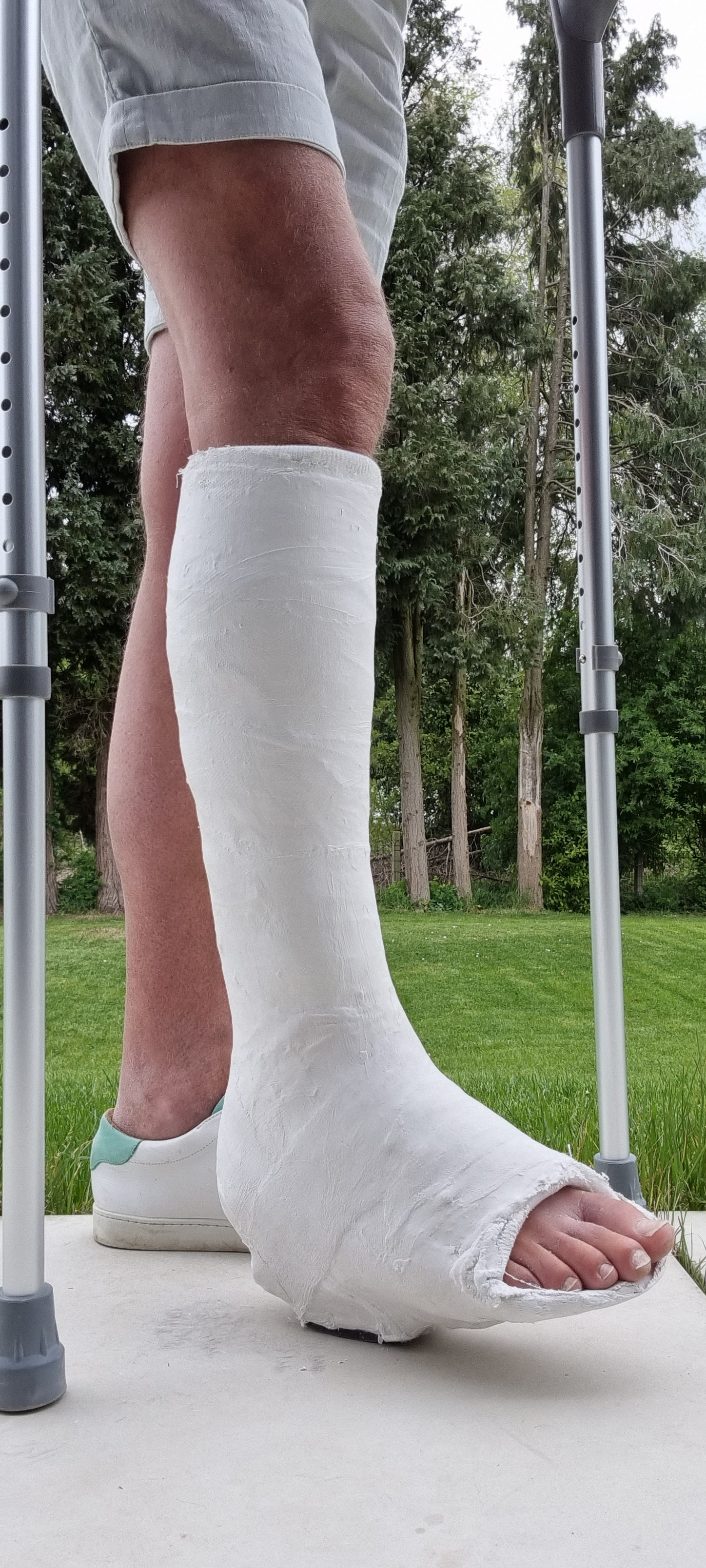
Loopgips met hieltje vervaardigd uit mineraalgips.

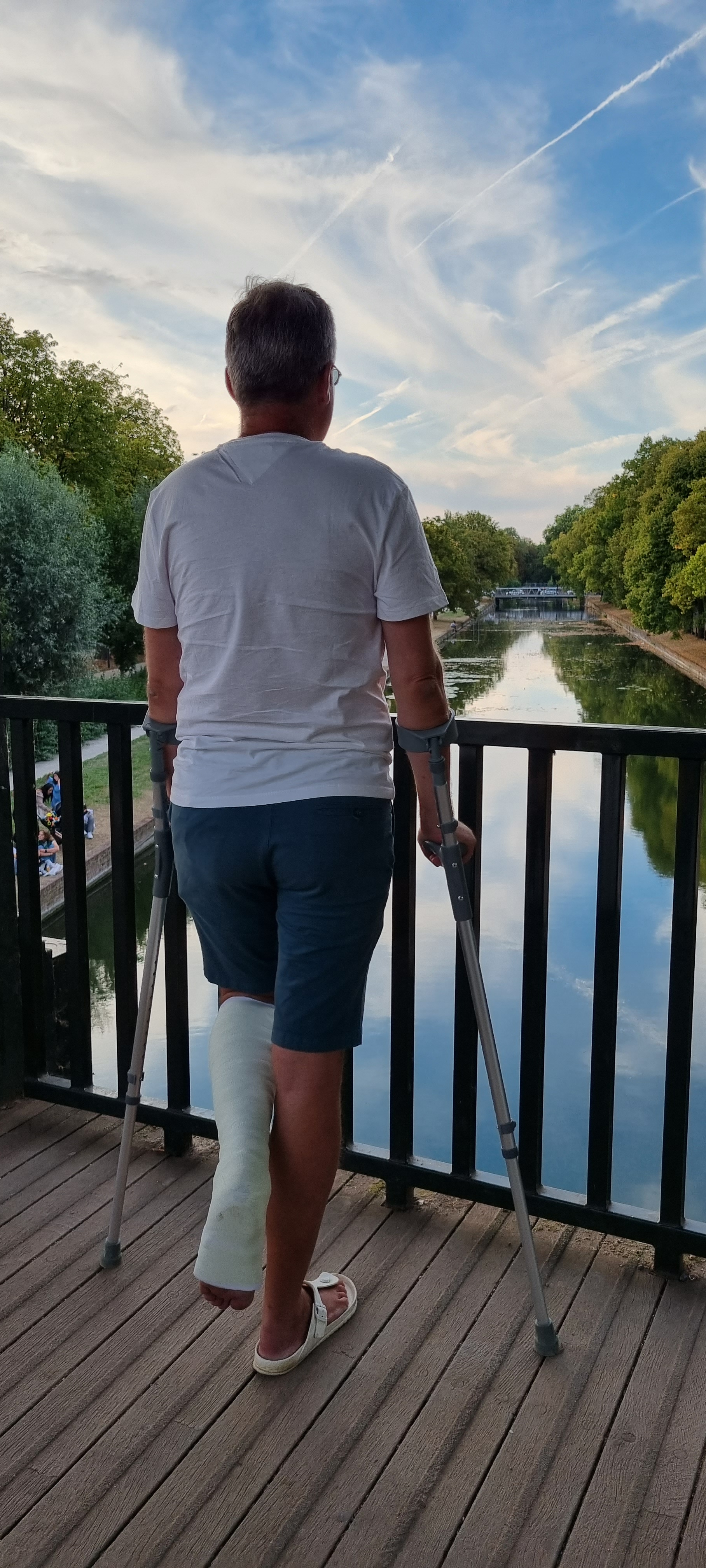
Man op krukken met wit synthetisch onderbeengips

Een mineraalgips mag meestal niet belast worden. In geval van een beengips is het gebruik van krukken dus noodzakelijk. Al is belasting wel mogelijk (mits medisch toegelaten), maar dan moet het gipsverband verstevigd worden waardoor het zwaarder uitvalt. Tot begin jaren 80 was dit het geval omdat kunststofgips nog niet bestond. Dan werd er onder de gipszool een hieltje geplaatst dat mee ingegipst werd. Na 48h uitharden (en dus het gebruik van krukken) mocht dit dan belast worden. Omdat de ingegipste enkel niet kon plooien, was een normale voetafwikkeling bij het stappen niet mogelijk. De patiënt kon dus enkel op die hiel steunen wat bij het stappen in een halve draaibeweging op de hiel resulteerde. Vandaag is een zogenaamde "loopgips" meestal een kunststofgips waaronder dan een soort sandaal of gipsschoen vastgeriemd wordt om te kunnen stappen. Al gebruiken de landen die puur bij mineraalgips zweren ook vandaag nog loopgips met een hieltje. 

## Geschiedenis
Het gipsverband is een uitvinding van de Nederlandse arts Antonius Mathijsen (1805-1878). Tijdens de vele oorlogen die in de negentiende eeuw Europa teisterden kwam de militaire arts in aanraking met slachtoffers met gecompliceerde botbreuken. De toen gebruikelijke fixatie van een gebroken ledemaat liet te wensen over. Spalken van hout en verband lieten vaak los terwijl een nieuw alternatief, het stijfselverband, dagenlang nat en zacht bleef. De moeizame fixatie kostte vele soldaten en burgers ledematen of zelfs het leven.
In het militair hospitaal van Haarlem bedacht Mathijsen in 1851 dat een verband doordrenkt met gipspoeder en water binnen enkele minuten begint uit te harden en zo een goede stabilisatie van de botbreuk bewerkstelligt. Hij publiceerde zijn vinding een jaar later. Er ging nog een oorlog overheen voordat zijn vinding wereldwijd in zwang kwam. Vooral zijn Belgische collega’s, onder wie Louis Seutin, de uitvinder van het stijfselverband, zagen aanvankelijk niets in zijn idee.
Internationaal kreeg het gipsverband de naam plâtre de Paris, naar de grondstof calciumsulfaat, die in kalkrijke gronden rond Parijs gevonden werd. Hoewel Mathijsen de eerste was die het gipsverband in de moderne tijd wereldwijd bekendheid gaf, bleek het toch eerder gebruikt. Al in de tiende eeuw verbonden Arabische artsen gebroken ledematen met gips. Mathijsen komt de eer van de herontdekking toe. Zijn publicatie leidde ertoe dat in elk ziekenhuis ter wereld gips als fixerend verbandmiddel in gebruik kwam. In de eenentwintigste eeuw wordt steeds vaker een kunstgipsverband van polyurethaanhars aangelegd. Het is lichter en al na dertig minuten compleet uitgehard.

## Verwijdering
Voor het verwijderen van een gipsverband wordt meestal gebruik gemaakt van een speciale gipszaag. In tegenstelling tot een cirkelzaag maakt deze zaag geen roterende, maar een vibrerende beweging met zeer kleine amplitude. Wanneer de huid in contact komt met het zaagblad, zal de huid meebewegen met die vibraties en daardoor (meestal) niet gewond raken.